# ساردین ژاپنی
ساردین ژاپنی (نام علمی: Sardinella zunasi) نام یک گونه از سرده ساردینچه‌ها است.